# Margarida Elisabet de Mecklenburg
Margarida Elisabet de Mecklenburg-Schwerin (en alemany Margarethe Elisabeth von Mecklenburg-Schwerin) (Schönberg, Alemanya, 11 de juliol de 1584 - Güstrow el 16 de novembre de 1616) era una noble alemanya.
Era filla del duc Cristòfol de Mecklenburg (1537-1592) i de la princesa Elisabet Vasa de Suècia (1549-1597). El 9 d'octubre de 1608 es va casar a Estocolm amb Joan Albert II de Mecklenburg-Güstrow (1590-1636), fill del duc Joan VII de Mecklenburg-Schwerin (1558-1592) i de Sofia de Schleswig-Holstein-Gottorp (1569-1634). Fruit d'aquest matrimoni en nasqueren:
- Joan Cristòfol (1611-1612)
- Elisabet Sofia (1613-1676), casada amb August de Brunsvic-Lüneburg (1579-1666)
- Cristina Margarida (1615-1666), casada primer amb Francesc Albert de Saxònia-Lauenburg (1598-1642) i després amb Cristià Lluís I de Mecklenburg.
- Carles Enric (1616-1618)